# Giovanni Battista Draghi
Giovanni Battista Draghi (Rimini, 1640 circa – Londra, 13 maggio 1708) è stato un compositore e organista italiano, (probabilmente) fratello di Antonio e omonimo del più famoso Giovanni Battista Draghi, in seguito conosciuto con il nome di Giovanni Battista Pergolesi, a lui posteriore di quasi un secolo.

## Biografia
Le notizie sulla vita di Draghi sono molto scarse e frammentarie. Si sa che attorno al 1660 fu portato dal re Carlo II d'Inghilterra a Londra allo scopo di introdurre l'opera italiana alla corte inglese. Fu maestro di cappella presso la corte inglese e insegnante delle due figlie del re Maria (la futura regina Maria II d'Inghilterra) e Anna Stuart, che succederà sul trono alla sorella. Da quel punto in poi il Draghi rimase in Inghilterra, fino alla fine dei suoi giorni. Nel 1673 diventò organista ufficiale della cappella cattolica reale presso Somerset House.
Nel 1684 partecipò alla cosiddetta Battaglia degli organi, come "campione" del costruttore d'organi Renatus Harris, il quale aveva sfidato un altro costruttore d'organi, tale Bernard Smith: entrambi volevano installare il proprio strumento nella Temple Church di Londra. A questa battaglia presero parte anche John Blow e Henry Purcell, schierati dalla parte di Bernard Smith. Quest'ultimo, pur avendo dalla sua parte due dei più grandi musicisti della sua epoca, perse, in favore di Draghi e di Harris, che così poté costruire il suo organo. 
Nel 1693 per la sua antica allieva Anna Stuart, organizzò un concerto allo scopo di far conoscere la musica italiana al pubblico dei nobili, con l'aiuto di una non meglio identificata "Signorina Italiana". La sua importanza, nel panorama musicale inglese del '600, non era certo secondaria, prova ne è anche la composizione della musica per due poesie di John Dryden A Song for St. Cecilia's Day e Alexander's Feast (1687 ca.) che furono musicate anche da due suoi più famosi contemporanei: Jeremiah Clarke e Georg Friedrich Händel.
Draghi si guadagnò nel 1698 una pensione reale da parte del re Guglielmo III d'Inghilterra.

## Composizioni
La maggior parte delle sue opere sono andate perse. Di lui ci sono rimaste 6 suite per clavicembalo (scritte a scopo didattico) e varie opere fra cui le succitate songs su testi di Dryden, alcuni "Trumpet tune" e altre canzoni (From harmony, from heav'nly harmony, A Grownd ecc.).

## Discografia
- G.B.Draghi e J.Blow - Odi per la festa di Santa Cecilia - The Parley of Instruments, Playford Consort (Hyperion)
- Draghi, Gibbons, Purcell - The Purcell Manuscript - Davitt Moroney (Veritas)